# Alex Lawther
Alexander Jonathan Lawther (n. 4 mai 1995, Petersfield, Anglia, Regatul Unit) este un actor, scriitor și regizor englez. A debutat în actoria profesionistă la teatrul West End, cu rolul lui John Blakemore din piesa South Downs a lui Sir David Hare. A debutat în lungmetraj ca tânărul Alan Turing în filmul câștigător al premiului Oscar Jocul codurilor (The Imitation Game, 2014), pentru care a primit premiul London Film Critics' Circle la categoria cel mai bun „Tânăr interpret britanic al anului” și a fost declarat unul dintre Breakthrough Brits la premiile BAFTA din 2015.
El a obținut un succes mai mare cu rolul lui Kenny din episodul „Shut Up and Dance” (2016) al serialului Black Mirror și pentru rolul principal al lui James în serialul Channel 4 Sfârșitul lumii (2017–2019). Alte roluri notabile ale sale includ Freak Show, Howards End, Goodbye Christopher Robin, Ghost Stories, The Last Duel și Star Wars: Andor. Pe marele ecran, este cunoscut pentru interpretări frecvente de străinilor și ale unor personaje excentrice.